# 津門神社 (西宮市)
津門神社（つとじんじゃ）は、西宮市にある神社（注：全国各地に同名の神社がある）。

## 歴史
漢織（あやは）姫と呉織（くれは）姫が日本に機織りを伝来した際に、彼らが祀る神（大日如来）を勧請して創立したといわれ、また菅原道真が左遷され大宰府に向かう旅路の途中で休憩した祠でもあったとの伝承が残る。神社名が刻まれている岩は、源頼光が大江山の鬼退治で得た財宝を隠したとの伝説がある大塚古墳（現存せず）の石棺の蓋だったという。

## 境内
境内は昌林寺 (西宮市)に隣接しており、昌林寺との間には、美女丸の首を斬れと源満仲が命じた際、代わりに首を斬られた幸寿丸の首を藤原仲光が洗ったといわれ、また弁財天への雨乞い成就が伝えられる明星池のある史蹟公園の明星池公園がある。
本殿
天照皇大神、毘沙門天神、八意思兼神を祀る。本殿はほぼ真東を向いている。

弁財天社

武光稲荷社

愛宕社

白玉社

針塚

## 交通
鉄道の最寄り駅は、西宮駅 (JR西日本)または西宮駅 (阪神)か 今津駅 (兵庫県) である。